# Franz Rehrl

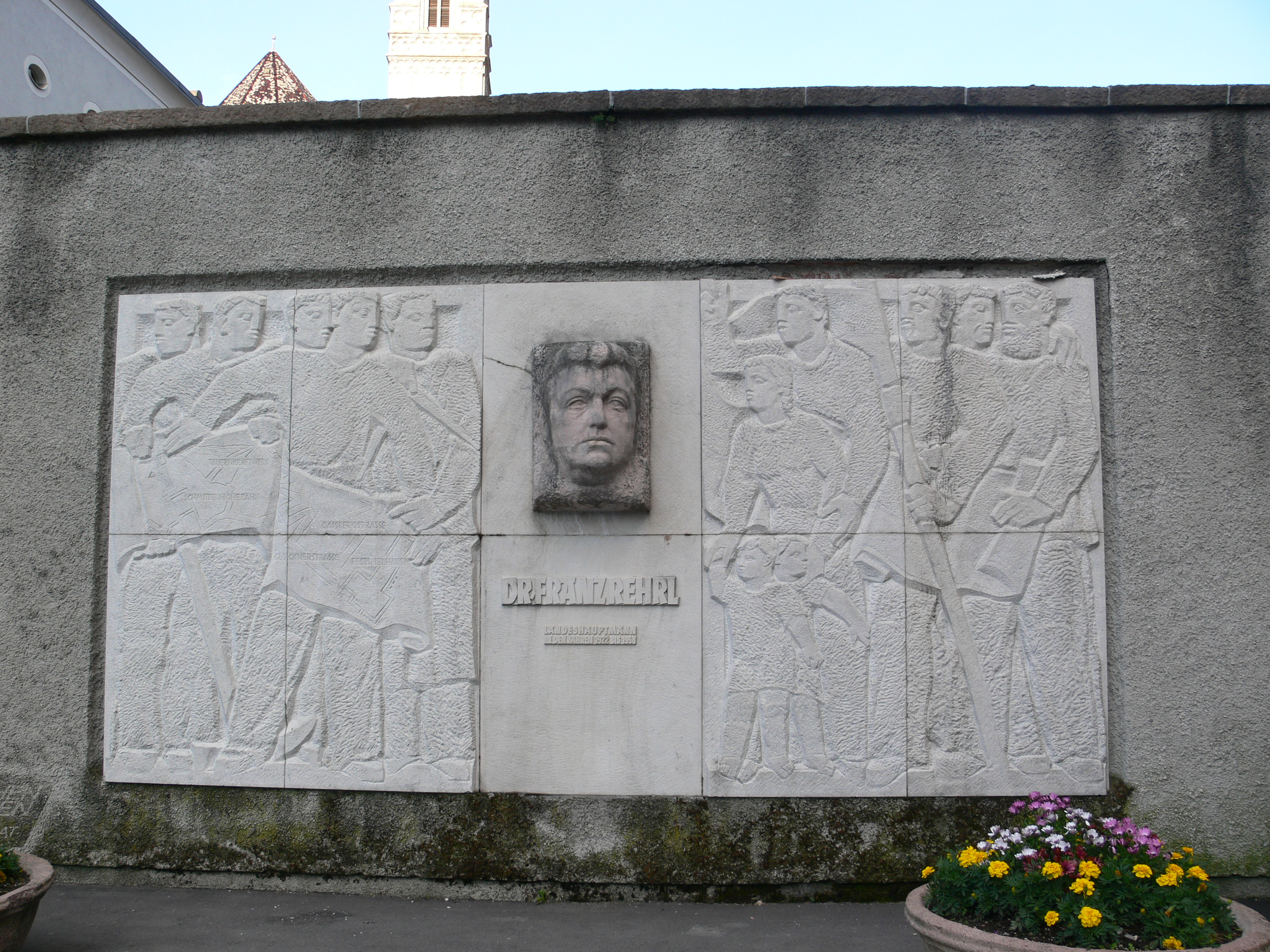
Denkmal für Franz Rehrl am Max-Reinhardt-Platz in Salzburg

Franz Rehrl (* 4. Dezember 1890 in Salzburg, Österreich; † 23. Jänner 1947 ebenda) war Jurist und Politiker der Christlichsozialen Partei Österreichs sowie von 1922 bis 1938 Landeshauptmann von Salzburg.

## Politische Karriere bis 1938
Rehrl wurde als Sohn des Stadtzimmermeisters Franz Rehrl (1860–1908), der Zimmermann des Stiftes Sankt Peter war, und dessen Ehefrau Barbara (geborene Wallner) in Salzburg geboren und besuchte dort die Volksschule und das Gymnasium, an dem er 1910 maturierte. Er trat wie sein Bruder Josef Rehrl der K.ö.St.V. Almgau Salzburg bei. Nach seinem juristischen Studium an der Universität Wien und einer Verwaltungsausbildung trat Franz Rehrl 1915 in den Salzburger Landesdienst ein. Kurz darauf wurde er Sekretär des damaligen Landeshauptmannes Alois Winkler und gehörte nach dem Ersten Weltkrieg der Provisorischen Landesregierung Salzburgs an. 1919 wurde er Abgeordneter zum Salzburger Landtag, zudem war er von 1919 bis 1922 Landeshauptmann-Stellvertreter. Mit 1. Dezember 1920 wurde Franz Rehrl für die Christlichsoziale Partei in den Bundesrat berufen, wobei er diese Funktion bis zum 31. Mai 1932 innehatte und in den Jahren 1922, 1927 und 1931 dreimal zum Vorsitzenden des Bundesrats gewählt wurde. 1922 erfolgte im Alter von erst 31 Jahren seine Ernennung zum Salzburger Landeshauptmann.
Als Landeshauptmann machte sich Franz Rehrl vor allem um die Salzburger Festspiele verdient. In seine Amtszeit fiel der Umbau der großen gedeckten Winterreitschule durch Architekt Eduard Hütter zum ersten Festspielhaus 1925, der zweite Umbau 1926, sowie der dritte und grundlegende Umbau des Festspielhauses durch Clemens Holzmeister im Jahr 1937, bei dem auf Wunsch von Arturo Toscanini der Zuschauerraum um 180° gedreht wurde. Diese Drehung machte einen Bühnenhausanbau notwendig, wofür Landeshauptmann Rehrl sogar sein Geburtshaus im (heutigen) Toscaninihof abreißen ließ. Im März 1930 beschloss der Landtag unter ihm den Bau der Großglockner-Hochalpenstraße. Noch am 30. August desselben Jahres eröffnete Franz Rehrl mit dem ersten Sprengschuss in Ferleiten den Baubeginn dieses ehrgeizigen Straßenbauprojektes der österreichischen Zwischenkriegszeit das 1935 fertiggestellt wurde. Franz Rehrl war auch der Erste, der am 22. September 1934 die Großglockner-Hochalpenstraße mit dem Auto befuhr, auf der noch nicht fertiggestellten Fahrbahn in einem umgebauten Steyr 100. Darüber hinaus gilt er als Initiator der Errichtung der Gaisbergstraße und der Alpenstraße in der Stadt Salzburg sowie des Baues des Tauernkraftwerkes und des Fuscher Bärenwerkes.
Rehrl galt als konsensbereiter Politiker, der sich nach den Februar-Unruhen des Jahres 1934 in Österreich für die verfolgten Sozialdemokraten einsetzte. Historiker beschreiben ihn als einen Menschen mit „ausgeprägtem, ebenso zähem wie phantasievollem Sinn für das ökonomisch Machbare“, als einen Typ von Unternehmer, dem allen Widerständen zum Trotz „die Durchsetzung neuer Kombinationen gelingt“.

## Inhaftierung und Rückkehr nach Österreich (1938–1947)
Als Folge des Anschlusses Österreichs an das Deutsche Reich am 12. März 1938 wurde er kurz nach dem Einmarsch der deutschen Truppen in Salzburg seines Amtes enthoben und vorübergehend in Haft genommen. Im August 1943 versuchte der Jesuitenpater Augustin Rösch im Auftrag Helmuth James Graf von Moltkes ihn für eine Beteiligung an dem geplanten politischen Umsturz im Zuge des Unternehmens Walküre am 20. Juli 1944 zu gewinnen. Trotz seines bereits angeschlagenen Gesundheitszustandes auf Grund eines Diabetes ließ er sich als politisch Beauftragter für den Wehrkreis XVIII (Salzburg) vorschlagen. Fünf Tage nach dem Scheitern des Attentats wurde er in Zell am Ziller verhaftet und im Berliner Zellengefängnis Lehrter Straße bis zum Ende des Krieges inhaftiert.
Im August 1945 kehrte er schwer gezeichnet nach Salzburg zurück, wo er am 23. Januar 1947 an den Folgen der Haft verstarb. Dr. Franz Rehrl wurde in Salzburg, auf dem Stadtteilfriedhof Morzg, in einem Ehrengrab beigesetzt. Im selben Jahr löste sein Bruder Josef Rehrl den seit 1945 amtierenden Landeshauptmann Albert Hochleitner ab und füllte diese Funktion bis 1949 aus.

## Ehrungen
Franz Rehrl wurde mit zahlreichen Orden und anderen Ehrenzeichen ausgezeichnet. 1928 wurde ihm das Große Ehrenzeichen am Bande für Verdienste um die Republik Österreich verliehen. 1930 erhielt er das Ehrenzeichen I. Klasse des Deutschen Roten Kreuzes sowie das Großkreuz des Gregoriusordens. 1935 wurde er zum Großoffizier der französischen Ehrenlegion ernannt. 1936 erhielt er das Komturkreuz des Malteserordens. 1937 erhielt er das Großkreuz des Ordens der Krone von Italien und 1938 den Ungarischen Verdienstorden I. Klasse. Weiters wurde er mit dem Großkreuz des österreichischen Verdienstordens ausgezeichnet.
Landeshauptmann Franz Rehrl erhielt die Ehrenbürgerschaft der Stadt Salzburg (1929) und der Gemeinde Strobl (1946).

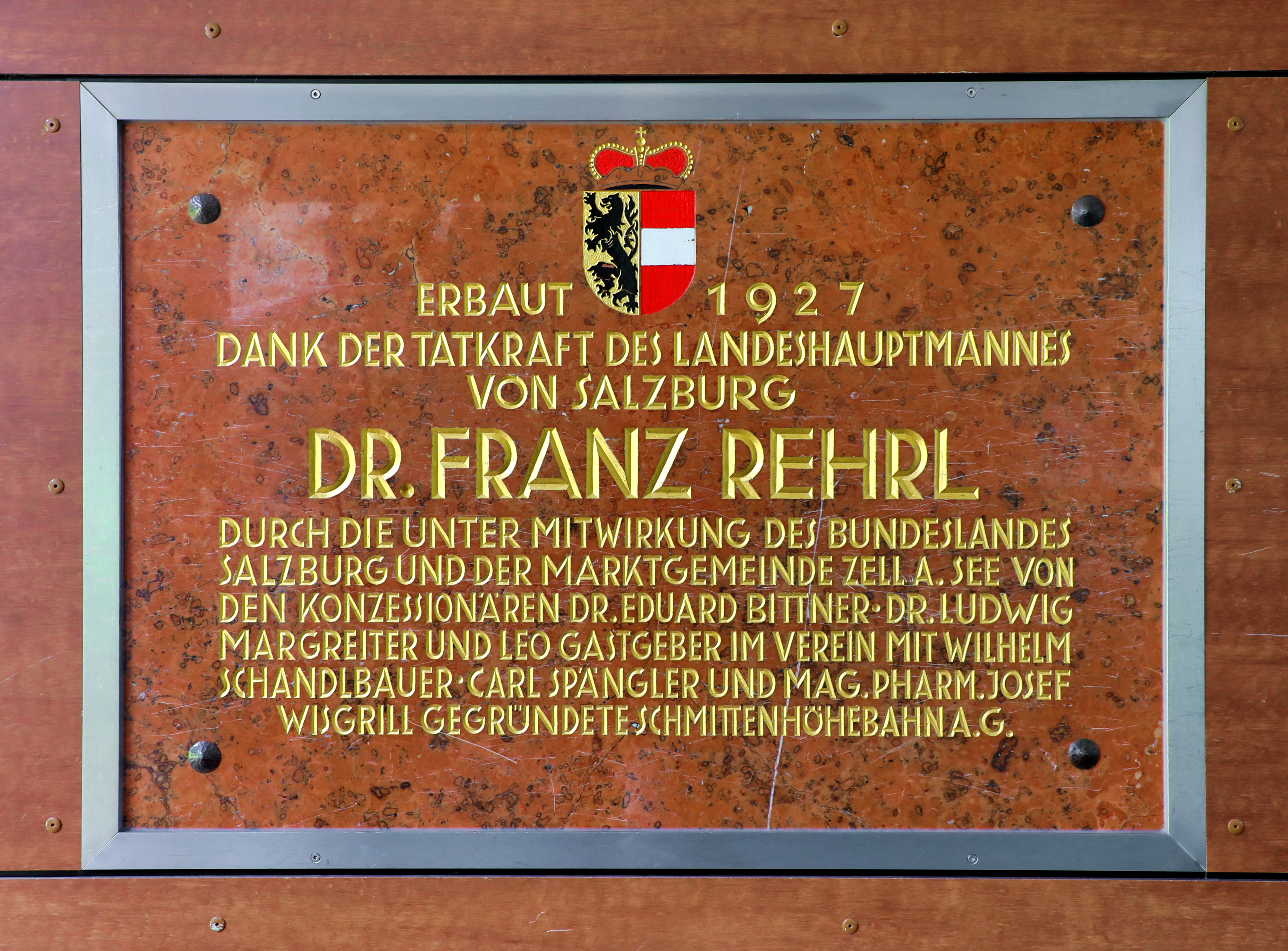
Gedenktafel auf der Bergstation der Schmittenhöhe-Seilbahn

Wenige Monate vor seinem Ableben erfolgte 1946 in Anerkennung seiner Verdienste um die Stadt Salzburg und dem dargebrachten Widerstand gegen das Regime der Nationalsozialisten die Umbenennung des vormaligen Karolinenplatzes im Stadtviertel Äußerer Stein in Dr. Franz-Rehrl-Platz. Dieser wird von der Imbergstraße, dem Giselakai sowie der Bürglsteinstraße und der Nonntaler Brücke begrenzt. Aufgrund seiner Verdienste im Zusammenhang mit der Stadterhebung, dem Bau der Schmittenhöhebahn und dem Bau der Großglocknerstraße trägt auch in Zell am See eine Straße seinen Namen.
In der Salzburger Altstadt befindet sich am Eingang zum Toscaninihof am Max-Reinhardt-Platz seit 1958 ein Wanddenkmal in der Form eines Reliefs, das von den Künstlern Jakob Adlhart und Hans Pacher geschaffen wurde.

## Privates
Rehrl war verheiratet mit Maria Opferkuch aus Salzburg, aus dieser Ehe gingen zwei Töchter hervor.

## Sonstiges
Rehrl besaß ein Haus in Thumersbach am Zeller See. Dieses gelangte nach 1938 in den Besitz des NS-Politikers Otto Wächter.
Franz Rehrl war Urmitglied der KÖStV Austria Wien und Bandinhaber der katholischen Studentenverbindungen AV Austria Innsbruck, der K.Ö.St.V. Kürnberg Wien, der Rheno-Juvavia Salzburg und der K.a.V. Norica Wien.